# České Radiokomunikace

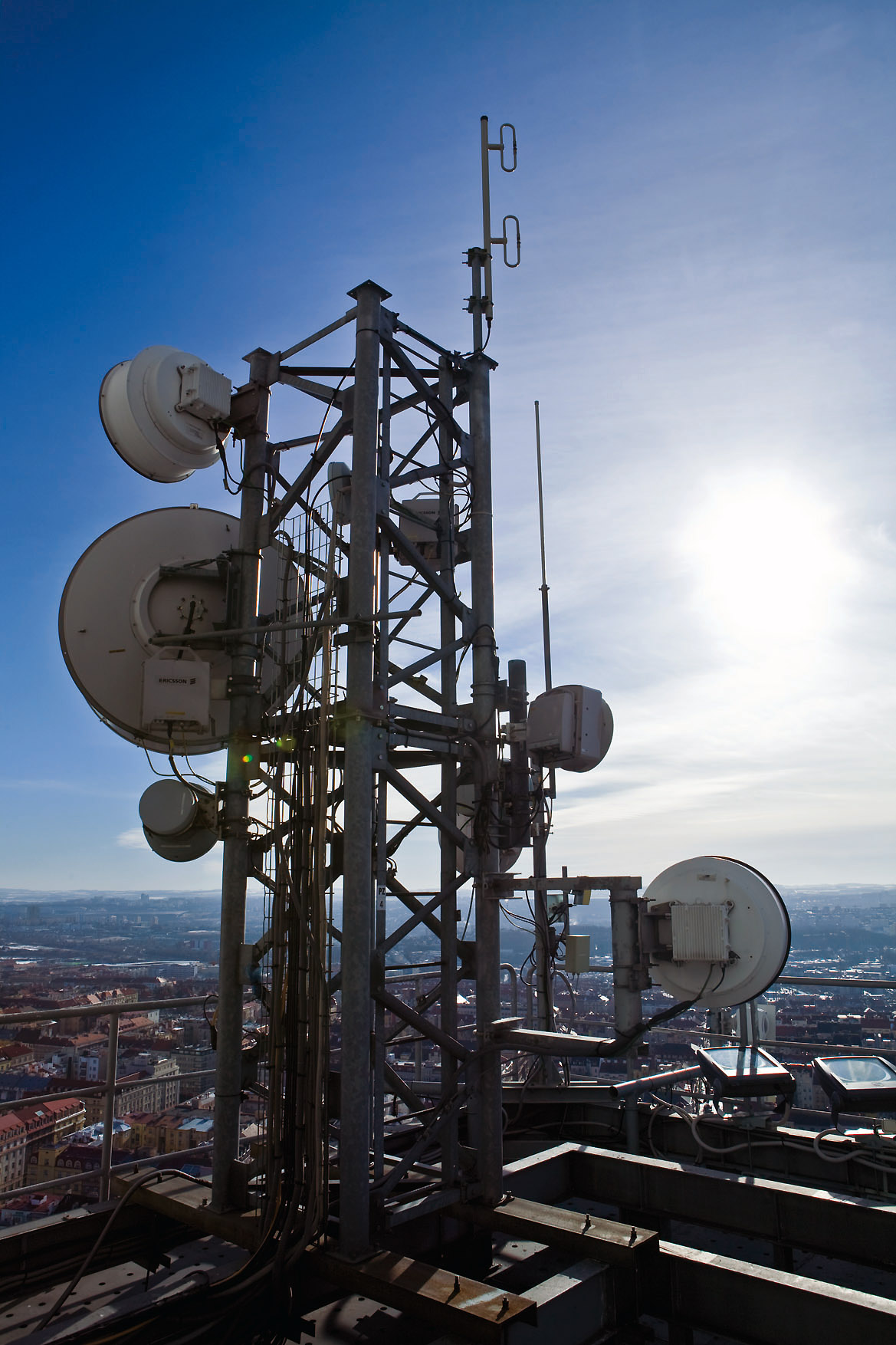
Antény ČRa na žižkovském vysílači

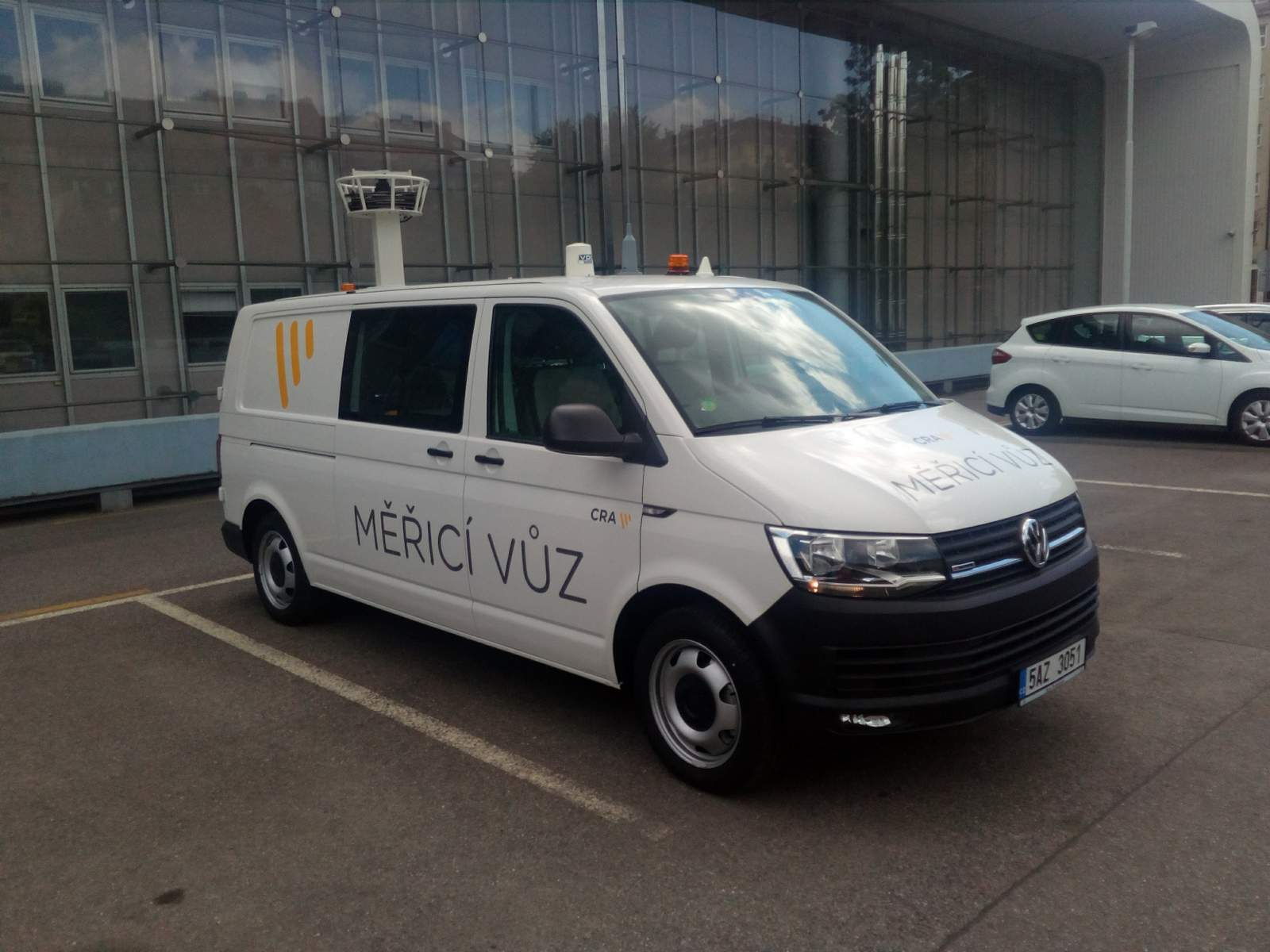
Měřící vozidlo Českých Radiokomunikací

České Radiokomunikace a.s. jsou česká telekomunikační společnost nabízející komplexní portfolio telekomunikačních a ICT služeb prostřednictvím vlastní infrastruktury pro velkoobchodní a korporátní zákazníky. Společnost disponuje vlastní rozsáhlou páteřní sítí a díky silné vysílací infrastruktuře mohou České Radiokomunikace nabídnout zákazníkům i bezdrátové řešení, případně připojení blízkých lokalit pomocí optických vláken.
České Radiokomunikace poskytují rovněž hlasové služby, internetové připojení a datová řešení na základě individuálních požadavků zákazníků a v oblasti vysílání zajišťují, jako technický provozovatel sítí šíření a distribuci analogového i digitálního televizního a rozhlasového signálu.

## Historie
Společnost byla založena v roce 1963 jako společnost pod názvem Správa radiokomunikací. V rámci privatizace byla založena v roce 1994 společnost ČESKÉ RADIOKOMUNIKACE a.s. (IČO 60193671), která získala aktiva státního podniku Správa radiokomunikací. V roce 2001 byla dokončena její privatizace a změna zaměření společnosti k poskytování telekomunikačních a vysílacích služeb. V roce 2005 společnost zanikla a její jmění přešlo na společnost JTR Management a.s. (IČO 26705036), která se následně přejmenovala na RADIOKOMUNIKACE a.s., přičemž nadále používala jako obchodní značku i původní označení České radiokomunikace. V roce 2007 společnost zanikla a její jmění přešlo na společnost BLJ Czech, a.s. (IČO 27444902), která se následně přejmenovala na RADIOKOMUNIKACE a.s. a následně ještě v roce 2007 na České Radiokomunikace a.s. V roce 2011 společnost zanikla a její jmění přešlo na společnost Morava Czech Communications Holdings a.s. (IČO 24738875), která se následně přejmenovala na České Radiokomunikace a.s.
V roce 2006 společnost ČRa převzala česká aktiva telekomunikačního operátora Tele2. V roce 2009 byla prodána divize maloobchodních telekomunikací společnosti T-Mobile Czech Republic, o rok později byla dokončena akvizice provozovatele třetího digitálního multiplexu Czech Digital Group. V roce 2011 byla společnost prodána do rukou silné globální investiční skupiny Macquarie Infrastructure and Real Assets Europe, celkový objem transakce dosáhl 14 miliard korun. V roce 2011 vstoupila společnost na trh informačních a komunikačních technologií a začala nabízet služby z oblasti Cloud Computingu.

## Majetkové zázemí
Společnost vlastní více než 600 objektů vhodných pro realizaci bezdrátových přípojných bodů, které zaštiťují celorepublikovou infrastrukturu.